# René Aubry
René Aubry (n. 1956, Remiremont, Lorraine⁠(d), Franța) este un compozitor francez.

## Discografie
- René Aubry (1983)
- Airs dans l'air (1987)
- Libre parcours (1988)
- Dérives (1989)
- Steppe (1990)
- La Révolte des enfants (1991)
- Après la pluie (1993)
- Killer Kid (1994)
- Ne m'oublie pas (1995)
- Signes (1997)
- Plaisirs d'amour (1998)
- Invités sur la terre (2001)
- Seuls au monde (2003)
- Projection privée (2004)
- Mémoires du futur (2006)
- Play Time (2008)
- Refuges (2011)